# Djermadjur
Djermadjur in armeno Ջերմաջուր?, in azero İstisu o Istibulagh) è una comunità rurale del distretto di Kəlbəcər, in Azerbaigian, fino al 2020 appartenente alla regione di Shahumian nella repubblica di Artsakh (fino al 2017 denominata repubblica del Nagorno Karabakh).
Nel 2015 contava circa un migliaio abitanti e sorge al termine della strada che proviene dal capoluogo regionale Karvachar distante una ventina di chilometri.
Sorge nella stretta valle scavata dal fiume Tartar ai piedi dell'altopiano del Karabakh. Nei paraggi si trovano importanti sorgenti termali.

## Galleria d'immagini

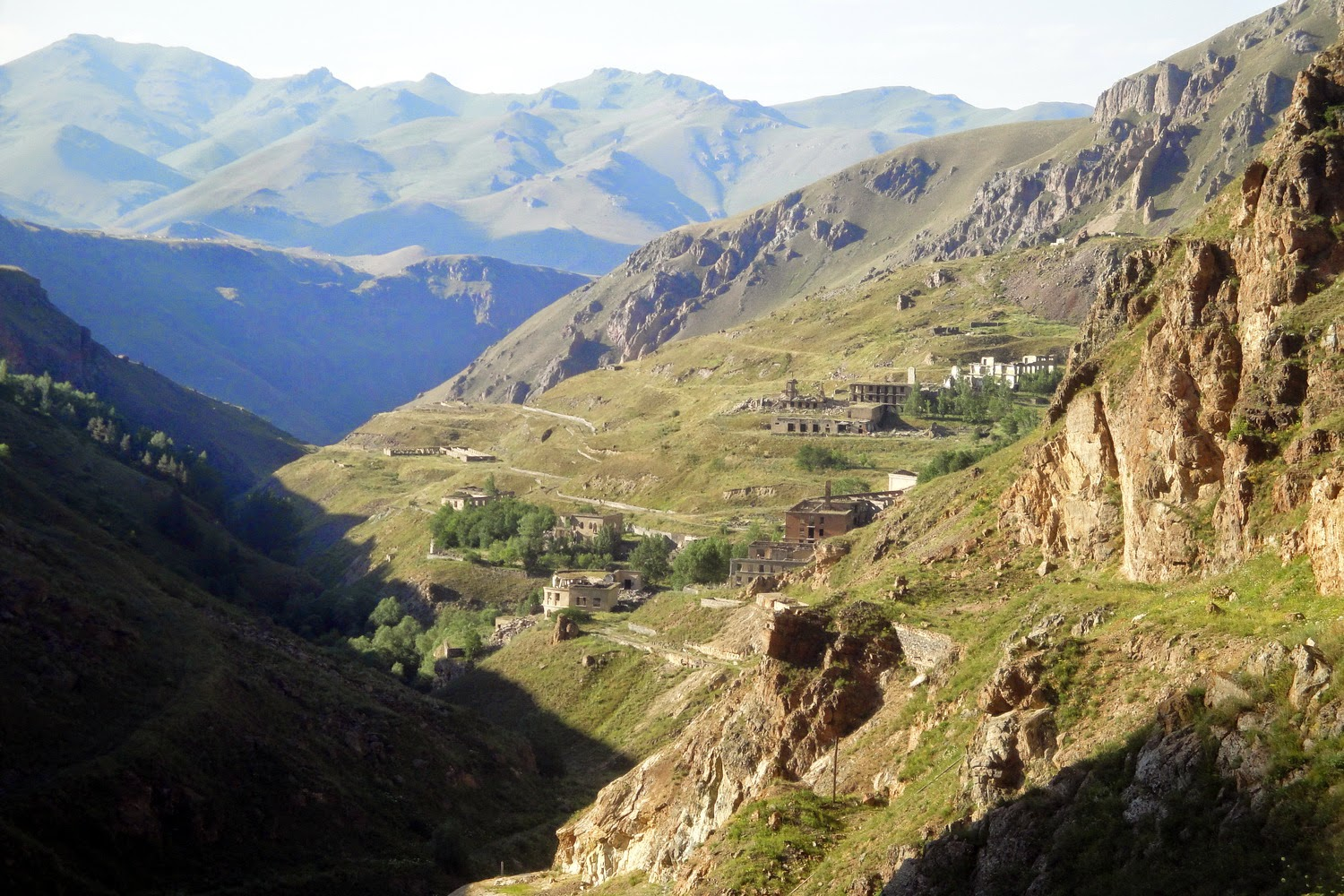
panorama della zona
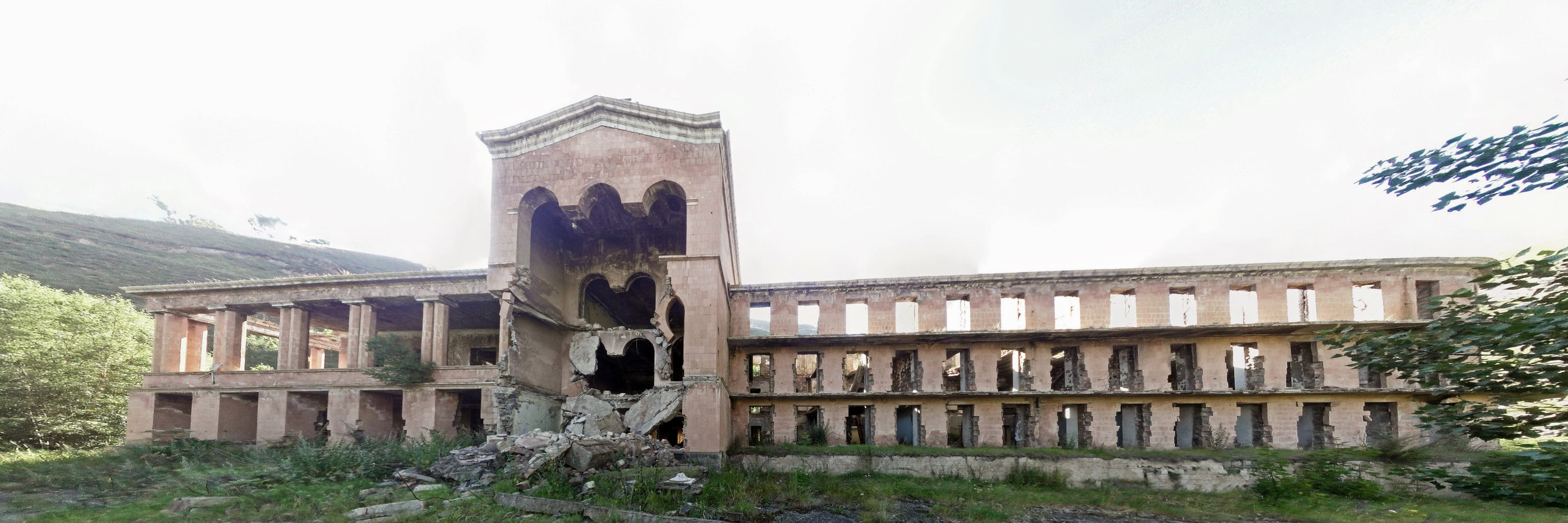
rovine impianto minerario
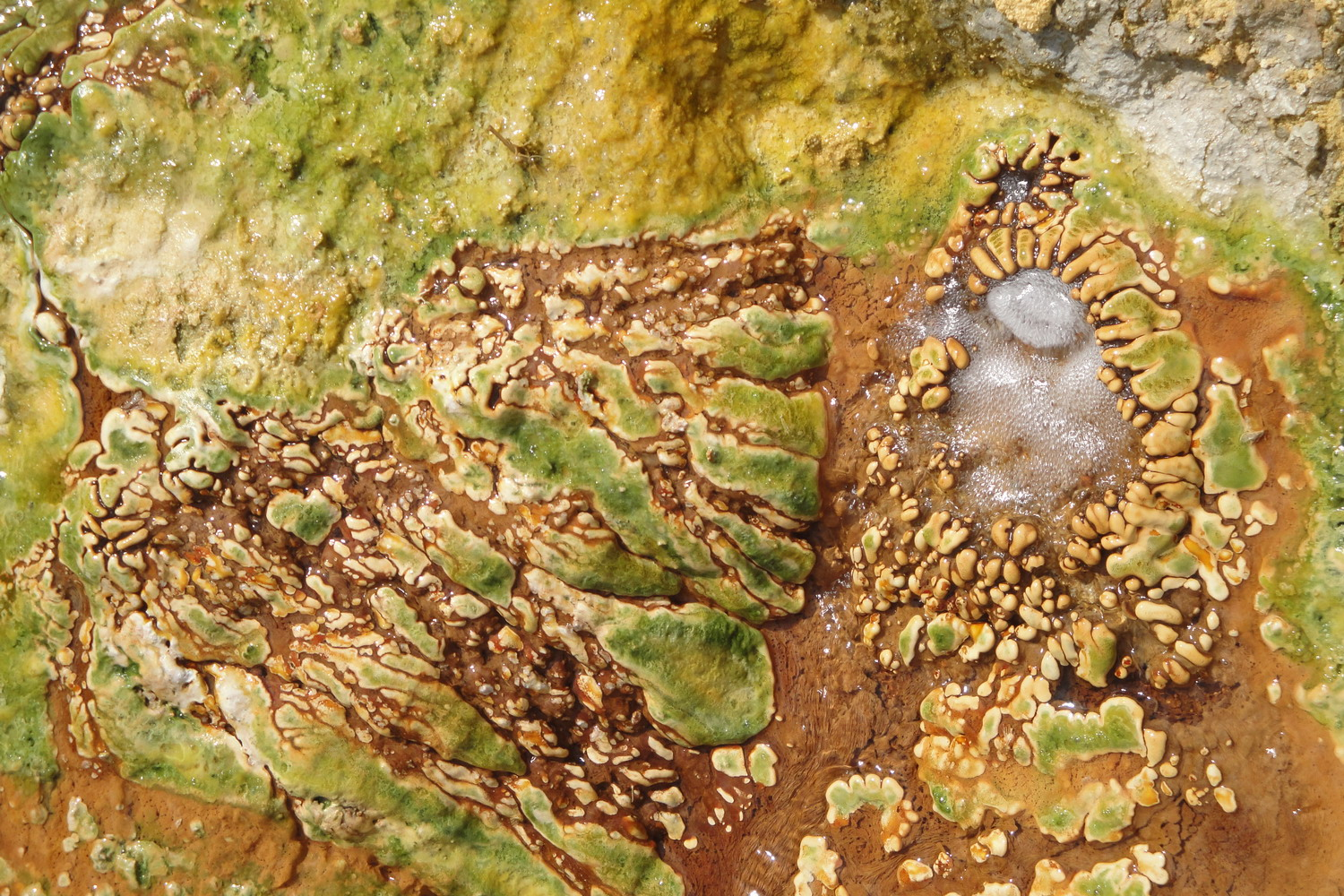
Sorgenti termali
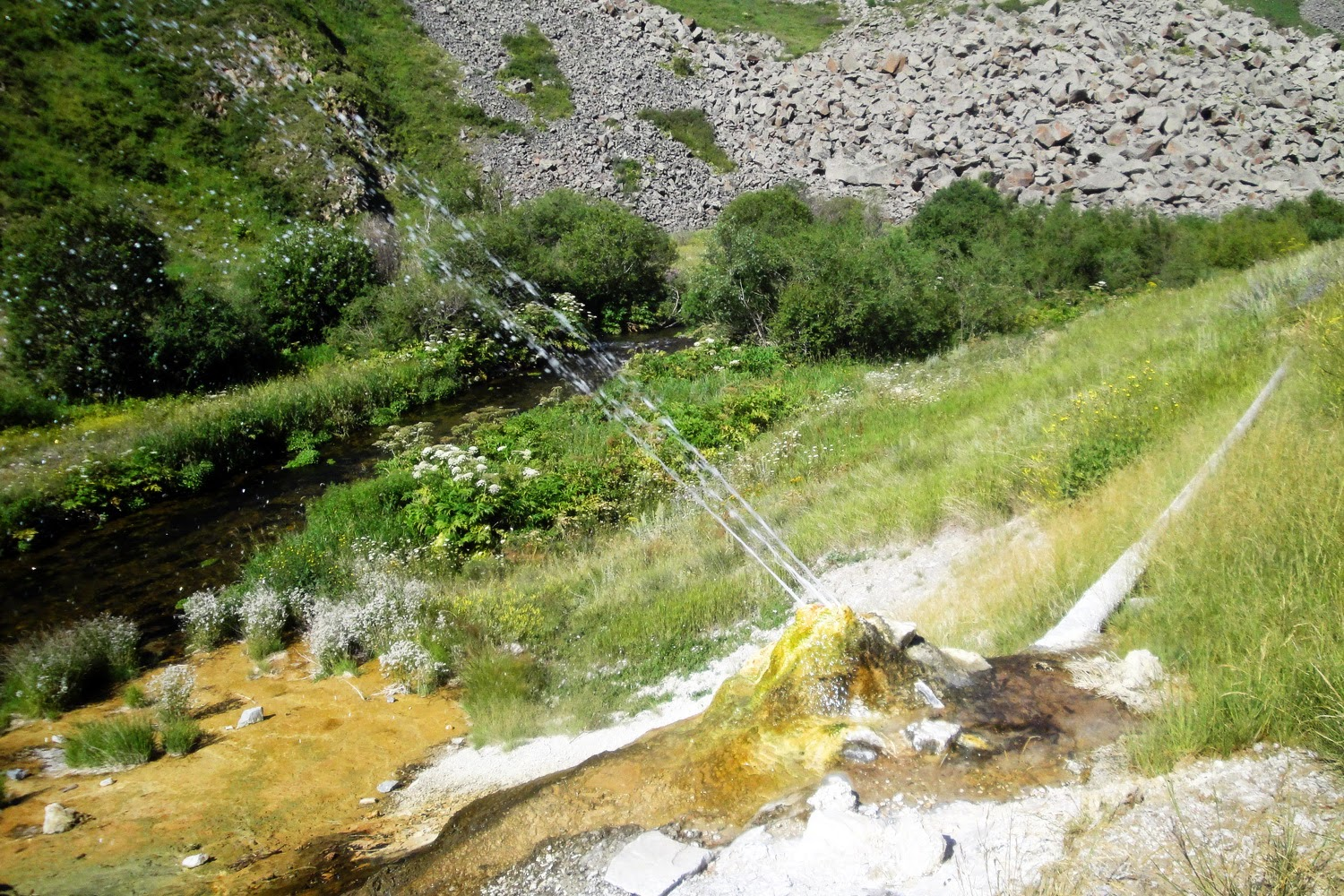
sorgenti termali